# Gaiarine
Gaiarine é uma comuna italiana da região do Vêneto, província de Treviso, com cerca de 6.161 habitantes. Estende-se por uma área de 28 km², tendo uma densidade populacional de 220 hab/km². Faz fronteira com Brugnera (PN), Codognè, Cordignano, Fontanelle, Godega di Sant'Urbano, Mansuè, Orsago, Portobuffolé, Sacile (PN).

## Demografia
| Variação demográfica do município entre 1861 e 2011                               |
|                                                                                   |
| Fonte: Istituto Nazionale di Statistica (ISTAT) - Elaboração gráfica da Wikipedia |